# Tiger Army (album)
Tiger Army è il primo album in studio del gruppo musicale statunitense Tiger Army, pubblicato nel 1999.

## Copertina
La copertina del disco è basata sul poster del B-movie del 1932 Prendetele vive!.

## Tracce
1. Prelude: Nightfall – 1:52
2. Nocturnal – 2:34
3. Fog Surrounds – 2:39
4. True Romance – 2:18
5. Devil Girl – 1:51
6. Never Die – 3:00
7. Moonlite Dreams – 2:46
8. Trance – 2:42
9. Twenty Flight Rock – 1:34 (Eddie Cochran cover)
10. Werecat – 2:06
11. Outlaw Heart – 3:59
12. Neobamboom – 1:55
13. Last Night – 3:22